# Tessy Antony
Tessy Antony-de Nassau, née le 28 octobre 1985 à Luxembourg, est une femme d’affaires et ancien membre de la famille grand-ducale luxembourgeoise par son mariage avec le prince Louis de Luxembourg en 2006.

## Biographie

### Enfance
Tessy Antony, née le 28 octobre 1985, est la seconde fille d'une fratrie de cinq enfants de François Antony, artisan couvreur et militant socialiste, et de Régine Anne Heidemann.

### Formation
Elle parle couramment le luxembourgeois, le français, l'anglais, et l'allemand. 
Avant de s'engager dans l'armée luxembourgeoise en 2003, Tessy fréquente un lycée technique à Pétange (Luxembourg).
De 2005 à 2009, elle suit plusieurs formations sur les thématiques de "l’éducation et la psychologie". Elle prend ensuite des cours dans le domaine médical durant deux années passées aux États-Unis.
Tessy étudie jusqu'en 2014 les relations internationales à Richmond, l'Université internationale américaine de Londres. En 2015, elle est diplômée de la SOAS, Université de Londres et d'une licence de lettres du Paris College of Art.
Elle est doctorante en médecine intégrative à l'université de Quantum.

### Carrière et engagements
Tessy rejoint l'armée luxembourgeoise à l'âge de 18 ans. De mars à août 2004, elle prend part à une mission des Nations Unies au Kosovo.
Elle est ensuite affectée à l'infirmerie et à l'Etat-major de l'Armée luxembourgeoise.
En 2005, elle rejoint la chancellerie de l'Ambassade du Luxembourg à Londres puis la Mission permanente du Grand-Duché auprès des Organisations des Nations Unies à Genève.
En 2016, Tessy a co-fondé Professors Without Borders - une association caritative spécialisée dans l’éducation universitaire - et en est également la présidente. 
Jusqu'en 2018, elle travaille pour une agence britannique de sécurité et renseignements, DS-48.
En 2019, elle fonde son cabinet de conseil, Finding Butterflies Consulting Ltd, axé sur les projets de responsabilité sociale des entreprises dans le domaine de l'éducation et de l'autonomisation des femmes.
Tessy est ambassadrice de l'ONUSIDA pour les jeunes femmes et les adolescentes (Global Advocate for Young Women and Adolescent Girls) depuis 2015 et marraine de l'UNA-UK depuis 2016.
Elle est impliquée dans de nombreuses associations et ONG.

### Mariages et descendance
À son retour de mission du Kosovo, Tessy Antony rencontre pour la première fois le prince Louis (troisième fils du grand-duc Henri), enrôlé comme elle dans l'armée luxembourgeoise, à la caserne du Herrenberg à Diekirch.
Ils se marient le 29 septembre 2006 dans une église paroissiale de Gilsdorf. Le prince Louis renonce dès lors à ses droits de succession au trône du Luxembourg pour lui-même et ses descendants, mais conserve le titre de prince de Luxembourg et le prédicat d'altesse royale.
Le prince Louis et Tessy Antony ont deux fils :
1. S.A.R. le prince Gabriel Michael Louis Ronny de Nassau, né le 12 mars 2006 ;
2. S.A.R. le prince Noah Étienne Guillaume Gabriel Matthias Xavier de Nassau, né le 21 septembre 2007.

Quelque temps après la naissance de son deuxième enfant, Tessy Antony a eu une troisième grossesse qui s'est terminée par une fausse couche. Elle qualifie cet événement de « l'une des situations les plus difficiles que j'ai jamais rencontrées ».
Le 23 juin 2009, à l'occasion de la fête nationale du Luxembourg, un décret octroie à Tessy Antony, le titre de "princesse de Luxembourg, de princesse de Nassau et de princesse de Bourbon-Parme", avec le prédicat d'altesse royale. Le même décret octroie le titre de "prince de Nassau" avec prédicat d'altesse royale à ses fils Gabriel et Noah.
Le 18 janvier 2017, la Cour grand-ducale annonce la séparation du prince et de la princesse, ainsi que leur intention de divorcer.
Le 4 avril 2019, après deux années de procédure, le divorce est prononcé. D'après les modalités du jugement, Tessy se voit accorder une pension alimentaire annuelle de 4 700 € pour chacun de ses deux enfants. De plus, la famille grand-ducale continuera à régler le loyer de la maison londonienne où elle réside avec ses enfants et pourvoira aux frais d'éducation des deux princes.
Le 31 décembre 2020, elle annonce sur le réseau social Instagram ses fiançailles avec Frank Floessel, un entrepreneur suisse investi dans les domaines de la technologie financière et de la cryptomonnaie, avec lequel elle se marie le 23 juillet 2021 à Zurich.
C'est également sur Instagram qu'elle annonce, le 24 février 2021, attendre son troisième enfant avec son fiancé. Le 26 août 2021, elle donne naissance à un garçon prénommé Theodor.

## Titres et honneurs

### Titres et prédicats
- 28 octobre 1985 – 29 septembre 2006 : Mademoiselle Tessy Antony
- 29 septembre 2006 – 23 juin 2009 : Madame Tessy de Nassau
- 23 juin 2009 – 1er septembre 2019 : Son Altesse royale la princesse Tessy de Luxembourg, princesse de Nassau et de Bourbon-Parme
- depuis le 1er septembre 2019 : Madame Tessy Antony-de Nassau

Après le divorce, prononcé le 4 avril 2019, Tessy Antony conserve son titre de princesse et son prédicat d'Altesse royale, jusqu'au 1er septembre de la même année. À compter de cette date, elle perd son titre et son prédicat. Le 5 avril 2019, la Cour Grand-Ducale a publié un communiqué informant de ces modalités, comme notamment le fait que Tessy Antony est autorisée à ajouter de Nassau à son patronyme.

### Honneurs
- Luxembourg: Dame Grand Croix de l'Ordre d'Adolphe de Nassau (2012)